# 발터 폰 데어 포겔바이데

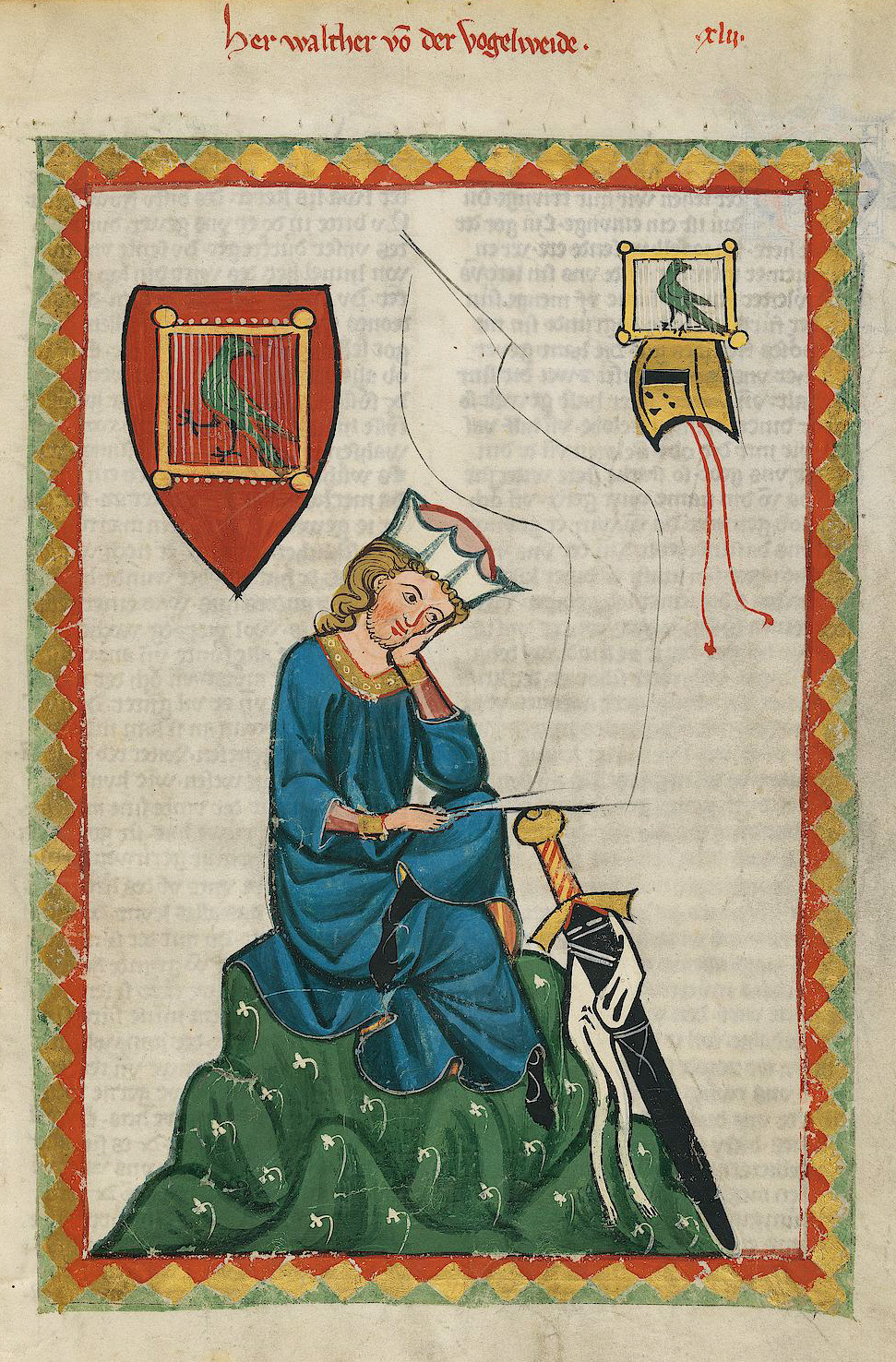
코덱스 마네세에 실린 발터 폰 데어 포겔바이데의 초상

발터 폰 데어 포겔바이데(독일어: Walther von der Vogelweide, 1170? ~ 1230?)는 중세 독일의 시인으로 신성 로마 제국의 황제인 프리드리히 1세 시기에 주로 활동하였다. 중세시대 명시인중 한 사람으로 꼽으며 주로 민네장과 잠언시 같은 작품을 많이 남긴 것으로 전해진다.